# 魔法戦記リリカルなのはForce
『魔法戦記リリカルなのはForce』（まほうせんきリリカルなのはフォース）は、『娘TYPE』で連載していた、原作・脚本：都築真紀、作画：緋賀ゆかりによる漫画作品。
『リリカルなのはシリーズ』において4期シリーズとなり、時系列最新作であり最新シリーズ。第4巻発行時に累計部数100万部を達成した。
『娘TYPE』2013年11月号に長期休載が発表された。『娘TYPE』自体も2017年に休刊になり、再開の目途は立っていない。

## 概要
キャッチコピーは、「空戦魔導師高町なのは25才、不屈の魂（エース・オブ・エース）、いまだ健在。」。
シリーズ歴代作品タイトルから「少女」を外し（ゆえに『魔法少女リリカルなのはForce』は誤り）、シリーズ初となる少年主人公・トーマと、彼をとりまく新キャラクター達がメインの物語となっている。そして、25歳となった高町なのはら旧シリーズのキャラクター達を交えた重厚なシリアスストーリーが特徴。「ボーイ・ミーツ・ガール」的な要素を取り入れ、従来のシリーズよりも王道少年漫画のテイストを色濃くした新シリーズとなっている。キャラクター達の新装備や新設定等が多いのも見所となっている。
本作は『魔法少女リリカルなのは第4期シリーズ』として『魔法少女リリカルなのはViVid』と共に発表された。
テレビアニメ第3期『魔法少女リリカルなのはStrikerS』に続く完全新作の第4作目。時系列的にリリカルなのはシリーズ最新作にあたるのが本作である。新キャラクターをメインにシリーズキャラクターが絡み合うストーリー。同時に社会風刺犯罪ドラマの要素を合わせ持つなど、よりTVシリーズに近い構成となっている。『魔法少女リリカルなのはStrikerS』で本格的に取り入れられたSF組織もの的な要素やメカアクション寄りのバトル描写にスポットを当て、それらの要素が強調された作風となっている。
舞台は新暦81年、つまり魔法少女リリカルなのは第1期時点から16年後となっており、新暦75年の「JS事件」（魔法少女リリカルなのはStrikerS）より6年が経過、新暦78年の「マリアージュ事件」（StrikerS サウンドステージX）より3年が経過、新暦79年の同4期シリーズ『ViVid』からも2年が経過している。そうした関係から各シリーズ作品より多くのキャラクター達が引き続き登場し、それぞれの現在の姿が描かれている。
事件の発端からトーマ救出までに焦点を当てた第1部はコミックス1〜4巻前半に収録。トーマ達が管理局局員見習いとしてなのは達の所属する特務六課へと加入する第2部は4巻後半以降に収録されている。
休載の理由について公式から明言はされていないが、同時期に同原作者による『DOG DAYS』シリーズや『魔法少女リリカルなのはViVid』、劇場版『なのは』シリーズなど複数の企画が進行しており、当初より本作はその影響を一番受ける形で連載されていた。隔月刊行であった掲載誌の月刊化もあったが、同氏の企画が動くのと比例して次第に休載や減ページが続いていた。結果として、原作者・都築真紀氏による本作の脚本制作が完全に停止する形となり、物語の継続が不可能となったため、2013年11月号にて都築真紀氏の本人コメントにて長期休載の告知がなされた。
その後2017年11月30日に掲載紙だった娘TYPE（2018年1月号）は休刊となり、編集部も解散となっている。

## ストーリー
7年前（新暦74年）の「ヴァイゼン遺跡鉱山崩壊事故」で全てを失い、スバル・ナカジマによって孤独から救われた少年「トーマ・アヴェニール」。彼は、忌わしい過去に踏ん切りを付け新しい生活を送るための儀式として、世界を巡る一人旅に出ていた。その途中、第23管理世界「ルヴェラ」に立ち寄った事で、トーマの運命は急速に動き出す。この地で出会った2人の少女、「リリィ・シュトロゼック」と「アイシス・イーグレット」。そして、「事故」の手掛かりを握る凶悪犯罪者集団「フッケバイン一家」。これらの出会いを切っ掛けに、ベルカ戦乱時代の負の遺産「エクリプス」を巡る戦いに巻き込まれたトーマは、否応無く後戻りできない道へと追い込まれていく。
一方、時空管理局でも「エクリプス」に対する包囲網が出来上がりつつあった。対応部隊「特務六課」の設立と、それに伴う元機動六課メンバーの再召集。次元世界を揺るがす新たな大事件の幕が上がる。

## 用語

### エクリプス関連
エクリプスウイルス（ECウイルス）
EC兵器「ディバイダー」や「リアクター」と共に生み出された人工ウイルスで、感染者に全てを壊したくなるほどの強烈な破壊と殺戮の衝動を齎し、その身体を強制的に作り変えて兵器と化す。名前に使われているエクリプスとは、日食や月食の「食」の意味。感染源はリアクターで、通常はリアクターとの接触で感染するが、後述のヴァンデイン・コーポレーションが行う「選別」のように散布して感染させる方法もある。ただし、感染すれば誰でも能力を得られるというわけではなく、ウイルスに適合できなかったものは即座に死亡する（リリィはトーマが現れるまで、近づく者をみんな殺す毒だと違法研究所の者たちから言われていた）。その適合率は非常に低く、街一つを丸ごと感染させても適合者が一人出るか出ないかのレベル。だが、これに適合できた者は「EC因子適合者（エクリプスドライバー）」となり、EC兵器を手にすることで「世界を殺せる毒」となれる。その危険さから、管理局の大半は感染者の徹底的な排除または捕獲を進めているが、特務六課としては治療法を確立させようと行動している。
フッケバイン一家参謀のフォルティスが語るには、感染により死亡せずEC因子適合者になれたとしても、破壊や殺戮の衝動から自我を保ち、「自己対滅」から命を守るため、適合者は人を殺し続けなければならない運命らしい。何らかの方法でその衝動に抵抗して自我を保ったとしても、感染が進むほどに発狂しかねないほどの激しい肉体的苦痛に襲われるようになり、やがては自己対滅で死亡するとのこと。
感染者はリアクターを用いて「リアクト」ができるようになり、自身の戦闘能力を飛躍的に高めることが可能になる。また、感染者の皮膚には刺青のような紋様が現れ、それは感染の進行と共により大きく広がり濃くなっていく。進行は「感染・発症・適合・病化」のプロセスで行われ、適合が終わればEC因子保有者（キャリアー）からEC因子適合者（ドライバー）へと呼称が変わる。感染が進行するにつれて身体能力や肉体再生能力も飛躍的に上昇し、怪力を発揮するようになったりどんな大怪我を負っても（腕一本失っても）短時間で治癒されるようになる。他に、「病化」にまで到った感染者は様々な特殊能力が発揮される。
圧倒的な生存能力を得てほぼ不死身に思える感染者だが、唯一の弱点として頭部（厳密には脳）を破壊されると確実に死亡する。他に、原初の種より得る支配種の能力でECウイルスを変質させたり、六課が開発した対EC薬剤による一時的なウイルスの活動抑制等、頭部破壊以外で感染者に効果的な手段も描写されている。
原初の種（種母体）
エクリプスウイルスを生み出した種母体。カレンはゼロ因子適合者の他に、この原初の種も追い求めている。ハーディス・ヴァンデインはこれに直接接触して感染し、感染者として強大な力を手に入れている。彼が大量に感染者を生み出せるのも、この種母体から人為的にウイルスを再現しているため。
自己対滅
ウイルスによる再生能力の暴走で、EC因子適合者が肉塊と化して死亡する症状のこと。原因はハッキリと語られてはいないが、強烈な殺戮・破壊衝動に触発されて起こると推測され、これを抑える手段は人を殺すことだけだと語られている。
病化
エクリプス感染が後期まで進んだ感染者に現れる特殊な特性。ウイルスが宿主を生き残らせるために与える力で、再生能力などがその代表例。病化の症状や効力には個人差があり、再生能力一つとっても速度や限度に差が出てくる。サイファーの場合、腕1本程度ならエネルギー補給無しで即座に再生可能、「対鋼破蝕」によって武器を破壊する、というのが病化の症状だった。
ゼロエフェクト
因子適合者がディバイダーを起動させた際に身に纏う、特殊な魔力中和フィールド。ディバイダーは全てこの能力を持っており、魔導殺しという呼び名はここから来ている。AMFのように魔力結合を無効化する力場だが、まだ魔法の使い方次第で対抗可能なAMFとは違い、このゼロエフェクトは魔力エネルギーを結合分断（ディバイド）することによって、魔法によって発生する運動エネルギーのほぼ全てを消滅させる物であり、純粋魔力による攻撃はもちろんのこと、魔力で保護された物質さえも完全に無力化する。このため、現行の魔法技術の産物にとっては天敵となるが、物理的な攻撃手段である質量兵器や魔力で生成した物質なら通用する。
ゼロ因子適合者（ゼロドライバー）
現在はトーマ・アヴェニールのみが該当。「EC感染者の完成形」とも呼ばれる特殊な存在。通常、ECウイルスに含まれる「ゼロ因子（ファクター）」は休眠状態のままか体外に排出されて終わるが、稀に存在する適合者はこれを起動させることができる。これによりゼロ因子適合者は通常のEC因子適合者をはるかに上回る身体強化能力と、生体魔導融合による物理エネルギー生成能力を獲得する。しかしトーマが覚醒した際にはその代償として五感が失われ、自分で何も判断できなくなっただけでなく、精神感応も含めた他者の声も一切届かない状態となった。そのため、戦闘行動の全てを銀十字の書とディバイダーの機能に頼るようになり、近寄るもの全てを自動機械のように敵味方関係なく迎撃するようになった。この状態は、リリィが本来の機能を取り戻したことで解消された。
ディバイド・ゼロ
「ゼロ因子適合者」が使うディバイド・ゼロと冠された各種攻撃は、結合分断の力を自分の体表面だけでなく広範囲にまで及ぼす特殊なもの。その効果範囲内では、魔力は言うに及ばず、機械の「動力エネルギー」や人間の「生命活動」も、同類である適合者たちの「リアクト」までも分断して停止させてしまう。
トーマが初めてリアクトした時に使用した砲撃形態の「ディバイド・ゼロ」は、空に向けて発射したにも関わらず遺跡前の広場に居た違法研究者全員と車両を行動不能にした。その後、暴走したトーマが周囲一帯に影響を及ぼす広範囲型の「ディバイドゼロ・エクリプス」を発動させた際には、フッケバイン側も特務六課側もその戦闘空域に居た全員が行動不能となり、ルキノやフェイトを始めとした一部の隊員たちの中には心停止した者まで出た（AEDにより蘇生）。管理局艦船ヴォルフラムも駆動炉出力が12%にまで低下。内部で発動された飛空挺フッケバインに到っては、エンジン停止となった。
粒子攻撃
近接戦闘型の因子適合者が使用する未知のエネルギー粒子を用いた遠隔攻撃方法。粒子斬撃や噴出剣という呼ばれ方もする。基本技法であるため使用者は多く、慣れればディバイダーからだけでなく指の動きだけでも発動できる。
肉体改編
因子適合者が、自身の肉体構造や体質そのものを改編するのに用いる技術で、外見を変化させる変身魔法とは根本的に異なる。カレンが行った少女化や、ドゥビルの肉体がリアクトによる鎧化で人ならざるものへと変化するのもこの技術によるもの。
支配種（ドミナント）
原初の種から直接感染した感染者だけが持つ特別なウイルス支配の能力。現時点で保有するのはハーディス・ヴァンデイン唯一人。この力を持つ者に因子適合者が重傷を負わされると、ECウイルスが変質して未知の抗原反応と自食作用を引き起こし、再生しても拒絶反応で傷口が塞がらずにやがては死に至る可能性もある。ただし、本当に死亡するかどうかの確認は未だされておらず、この力で傷を受けたヴェイロンが逃亡した上に自身は管理局に拘束されているため、その経過観察ができなくて残念だとハーディスは心中で述べている。
飛翔戦艇フッケバイン
操舵手はステラ・アーバイン。飛翔戦艇（エスクアッド）と呼ばれる高速戦闘艦で、彼女のディバイダーに相当する艦船型巨大EC兵器。リアクトして彼女と艦の機能中枢が「エンゲージワイヤー」でつながることにより、限界まで機能を引き出せるようになる。エスクアッドと銘打たれてはいるが、艦体左右に刃物にも見えるデザインの巨大なウイング状パーツが取り付けられており、それも含めてLS級艦船ヴォルフラムと比べて数倍ほどの全長と質量を持つ大型艦になっている。レーザー発射口が至る所に設置され、主砲は艦体中央下部にある。
現在の技術レベルでは有り得ないほどの高機動力を誇り、保有する相転移機能は転移痕を残すことなく超長距離次元跳躍を行える。また、反応内燃機関「ヴィルヘルム」により、最大10年程度の無補給飛行を行うこともできる。居住ブロックには200人程度が楽に生活できるスペースがあるが、そのほとんどは盗難品と備蓄食料の保管庫として利用されている。EC兵器であるため管理局艦船の魔導武装はそのほとんどが無力化され、反応消滅砲「アルカンシェル」すらも通用しない。たとえ質量兵器による攻撃で被弾したとしても、リアクトすれば機体破損修復機能が働き、受けたダメージは瞬く間に修復される。フッケバイン一家が管理局の追撃を逃れ続けている理由には、この艦の存在も大きく寄与している。
ディバイダー
作中では「EC兵器」と呼ばれているデバイス。銃器と刃物が一体化したデザインをしている。別名・魔導殺し（人が魔導に戦う力を頼る限り、ディバイダー所持者には触れられないという台詞がある）。必ず駆動触媒の「リアクター」と呼ばれるデバイスと対になっている。ディバイダー単体でも優秀な武器だが、リアクターを用いて「リアクト」することで本来の機能を発揮できるようになる。ブレード部に型番のナンバリングが刻印されている。エクリプス感染者がこれらを所有する。なお、オリジナルディバイダーのリアクト形態は非定型で、リアクトした際に発動個体（プライマリ）に合わせた形が定まる。
各種デバイスと同様にAIを搭載しているほか、戦闘防護服の収納、カートリッジシステムの搭載など、見た目以外は従来のデバイスとほぼ同じ機能が施されている。他には、EC兵器全般が従来のデバイスよりも強力な自動修復機能を持っており、かなり大きく破損（半ばから折られた996と928のブレード部、半分に千切れた銀十字の書、大穴を開けられた飛空挺フッケバインの外装など）していても修理に出す必要がなく、それほど時間を掛けずに（あるいは一瞬で）自己修復のみで完全に直ってしまう。
996
ルヴェラ鉱山遺跡にあった違法研究所でトーマが入手したディバイダー。カートリッジシステム搭載型。AIは非人格型。リアクターはリリィ・シュトロゼック。本体には「996」のナンバリングと「React STROSEK」の刻印が刻まれている。通常形態はリボルバー拳銃「ピースメーカー」に似たフォルムの大型拳銃に、大振りな銃剣を装着したような形状となっている。色は白銀ベース。ナンバリングが末尾に近いこの996には不明な点が多く、通常のディバイダーはリアクターを介してリアクトするものなのに対し、996はリアクター無し（当初リリィは正常に機能していない破損プラグだった）での擬似リアクトができる。他にも、対となるリアクターが生命体型の「シュトロゼック」であること、ストレージデバイス「銀十字の書」が付属することも、他のディバイダーとの大きな違いになっている。
第1形態の頃のリアクトは、黒い戦闘防護服に身を包み、髪の色が銀、瞳の色が赤に変化するが、ディバイダー自体の形状は変化しない。また、戦闘防護服自体もシンプルなデザインとなっている。
トーマのエクリプス感染が進行したことによって、リアクトも第1形態から第2形態へと変化。リアクトするとディバイダーの形状が全く別物に変わるようになった。ナイフ状だったブレード部分は大幅に巨大化して銃全体を包み込むかのような長大な刀身に。銃本体もリボルバーやバレルの形状が変化し、バレルの背にはセレーション（鋸刃）ナイフ状の刃が付属。グリップも位置と形状が変化して護拳付きの柄のようになったため、全体的な大きさやシルエットはもう大剣と呼んで差し支えないものになっている。銃口はブレードに塞がれて形骸化しているので、砲撃は以前のように銃口から発射されるのではなく、刃先から放つようになった。本体の色も白銀ベースから変化し、黒ベースに赤のラインが入ったカラーリングに。戦闘防護服も第2形態に変化した。
後にリリィがリアクター本来の機能を取り戻したため、正式なリアクト形態「シュトロゼック・リアクテッド 黒騎士」となる。外見は第2形態時から変化無しだが、安定していることの証として瞳の色が変わった。これは視界フィルターによるもので、制御できていなかった擬似リアクトの頃は赤色のみだった。正式なリアクトを行って以降は任意に視界フィルターを制御できるようになったため、完全通常視界だと緑色、各種情報やセンサー類などが表示されるモードだと紫色になる。
作中で使用したのは、射撃魔法に似たエネルギー弾を撃つ「シルバーバレット」、砲撃魔法に似た大威力砲撃の「シルバーハンマー」や「ディバイド・ゼロ」、非常に広い範囲内の全てを停止させる「ディバイドゼロ・エクリプス」、複数の目標をマルチロックオンしてその名の通りの膨大な量のエネルギー弾を一斉発射する広域殲滅射撃「シルバー・スターズ・ハンドレッドミリオン」、分断効果を乗せた斬撃を飛ばす中距離攻撃「クリムゾンスラッシュ」など。
928
ヴェイロンが所有するディバイダー。カートリッジシステム搭載型。AIは非人格型。現時点では本機のみ対となるリアクターの所在が不明であるため、ヴェイロンはリアクトできない。通常形態はピストルグリップタイプのショットガンに似たフォルムの大型銃に、本体と同じ位の長さのブレードが銃剣のように装着された形状をしている。そのため、かなりの大きさとなっているが、ヴェイロンはこれを片手で軽々と扱う。
作中で使用したのは、多数のエネルギー弾を散弾として近距離にばら撒く「バードショット・シェル」、エネルギー弾を束ねて放つ「フレシェット・シェル」など。
944
サイファーが所有するディバイダー。カートリッジシステム搭載型。AIは非人格型。リアクターは小刀状のケーニッヒ09。通常形態の見た目は一振りの黒い日本刀と言った感じ。リアクト形態「ケーニッヒ・リアクテッド」ではディバイダーの形状が全く違うものに変化し、護拳付きの柄に回転式弾倉が組み込まれた非常に長い刀と、同じく護拳の付いた刀の二刀一対の黒刃となる。戦闘防御服は未だに登場していないが、一家のメンバーであるソニカが「鎧装しないのか？」と問うていることから、存在はしている様子。どちらの刀からでも分断（ディバイド）を発動でき、サイファーの前では一般的な魔法防御はほとんど無効化される。刀身強度は高く、サイファーの病化特性「対鋼破蝕」への耐性も持つ。リアクト形態になることで射撃能力が追加されるが、威力や命中精度はいまひとつであり、近づいて斬るまでもない相手にだけ使用する。
695
ドゥビルが所有するディバイダー。カートリッジシステム搭載型でリアクター内蔵型。AIは不明。通常形態は片手持ちの両刃戦斧の柄に6連装リボルバーランチャーを組み込んだような形状をしているが、リアクト形態「ランゲ・リアクテッド」では、柄の頭と尻両方に刃を持つ、ポールウェポンと呼んだ方がいいほどの巨大戦斧となる。だが、このディバイダー最大の特徴は「鎧化」によりドゥビルの身体構造を骨格から大きく変貌させる点にある。「鎧化」により纏った外骨格は、物理攻撃に対して強靭な耐久力と高速再生力を発揮し、ドゥビル自身の病化特性「高速再生」と合わさることで鉄壁の防御を誇る不落の戦力と化す。
718
アルナージが所有する二丁一対のディバイダー。カートリッジシステム搭載型でリアクター内蔵型。AIは不明。通常形態は一般的に装飾武器として扱われるガングリップナイフの形状をしているが、EC感染前からこのタイプのナイフを得物としていたアルナージは問題なく戦える。本来のガングリップナイフは射撃能力を持たないが、このディバイダーは刃先からエネルギー弾を発射できるためハンドガンとしても使用している。リアクト形態時にはそれぞれのディバイダーのナイフ部がアーム状のものへと形を変え、そこに巨大な銃器などを形成して装備できる。装備するものは実弾兵器が主だが、他にも超長射程ライフル、光学兵器（プラズマケイン/プラズマディスチャージャー）、電子戦装備と多様な種類が存在する。通常戦闘時は、片方に二門一対のガトリング砲、片方にミサイルランチャーという、中長距離殲滅力に優れる組み合わせを好んで使用する。このディバイダーのおかげで、アルナージはフッケバイン一家随一の物理火力を誇る。
リアクター
ディバイダーと対になる、駆動触媒の役割を果たすデバイス。リアクトプラグとも呼ばれ、エクリプスウイルスの感染源でもある。エクリプス感染者がリアクターに「血液認証」することで「リアクト」が行われ、自身とディバイダーの全機能を発揮できるようになる。種類や形状は様々だが、大抵は小型の無機物。中にはディバイダー内蔵型の物もあり、この場合はディバイダー本体に血液認証させること（ディバイダーの刃で指などを切る）でリアクトする。
ケーニッヒ09
サイファー所有のディバイダー944と対になる、「König（ケーニッヒ）」の刻印が施された小刀の形状をしているリアクター。自分の身体に直接刺すことで血液認証を行い、その際にリアクターは体内に取り込まれる。
シュトロゼックシリーズ
他のリアクターとは全く異なる存在である、人の姿をした生命体型リアクター。ストレージデバイス「銀十字の書」とセットでディバイダーの対となっている。各自の識別名（振られている番号）は単純に製作順を示している。リアクト方式はユニゾンデバイスと同じ融合型で、一つになってドライバーのあらゆる行動の補助と強化を行う。このシリーズは、自分が選んだドライバーと最初に「誓約（エンゲージ）」を行って互いに絆を作るという特有のリアクト方式「リアクト・エンゲージ」をとる。この際に、「誓約」の証として互いの手首に「エンゲージリング」という銀の腕輪が装着される（リリィは左手首でトーマは右手首）。そのため、リアクトに血液認証を必要としていない。他にECウイルスに対する抗体能力を持ち、不完全ながらもウイルスを制御して誓約者の感染レベルを下げることが可能。他に融合型の利点を活かし、リアクト状態のままで分離稼動（セパレートリアクト）が行える。リリィは後に訓練によりこれを習得している。
ストレージとディバイダーと因子適合者、この3つのユニットを正しく接続・励起させるのが本来の役目だが、当初リリィは機能も記憶も破損していたため、トーマのリアクトは中途半端な擬似リアクト状態、銀十字の書も彼女をリアクターとして認識できなかった。
小人型が主流のユニゾンデバイスと比べると身体能力や容姿などが人間となんら変わらず、そうと知らなければただの普通の少女にしか見えない。現在登場しているのはリリィとロザリアの二人だけ。リリィはディバイダー996と対になるリアクター。ロザリアは現在銀十字の書を所持しておらず、対になるディバイダーもドライバーも存在しない。
第23管理世界ルヴェラでトーマとリリィが出会ったのと同じ頃、第18管理外世界イスタでディバイダーと銀十字を所有した男女2人組により集落が殲滅されるという事件が発生。「シュトロゼックシリーズ」に関係している可能性もあるが、今の所詳細は不明。
- シュトロゼック-4th＝リリィ・シュトロゼック
- シュトロゼック-5th＝ロザリア

銀十字の書
声：谷井あすか
表紙に銀色の十字架の意匠が施された黒い本で、リアクター「シュトロゼック」とセットになっているストレージデバイス。この書は古代ベルカの魔導書を参考にして作られたとされており、ベルカ戦乱時代の消せない歴史の一つとされている。誓約者の守護と敵性対象を排除するための武器管制システムを司り、他に強力な自己修復機能・浮遊機能・転送機能といった能力も持つ。保有者が手に取っていない時は常に傍らに滞空している。力を行使する際には書のページが周囲に浮かぶ。AIは人格型で、通常言語を使用して会話できるが、反応が機械的で冗談や人の機微といったものが全く通じないため、トーマに「空気を読め」などと言われると馬鹿正直に大気成分の分析を始めてしまう。
誓約者単体では銀十字の書は制御できず、何かあれば勝手に敵対者の排除や誓約者の保護を行うため、シュトロゼックが統合制御を執る必要がある。管制の主導権はシュトロゼック側にあるが、主人のシュトロゼック自体は固定ではなく、後で登録者を書き換えれば変更が可能。カレンも銀十字の書によく似た本を所有しているが、こちらの表紙は白で銀十字の書との関係は不明。
レプリカディバイダー
水面下でEC計画を推進するヴァンデイン・コーポレーションが、オリジナルを元に作り出した模造品。ヴァンデインはディバイダーの完全複製技術を保有しており、非定型リアクトで生まれたオリジナルディバイダーでもデータさえあれば完全に再現できる。オリジナルと同じく、銃器と刃物が融合したデザインとなっている。リアクターが存在しない、または代理リアクターを用いている物もある。ECウイルスを対象地域にばら撒く能力を持っている物もある。ヴァンデインが作ったこのレプリカは、オリジナルと違い所有者の意志で自由に発動・消去できない。そのため、外部から固定処理を行うことで所有者から引き離せる。表向きは整備や調整の必要がある場合のための処置ということだが、実際は配下の感染者が離反したり死亡した場合に略取するための手段とされる。
VC9
ディーゴが所有するレプリカディバイダーで、通常形態はヴェイロンの928とよく似たデザインをしている。シュトロゼック-5th（ロザリア）を代理リアクターとして用いている。第14無人世界の移住調査地区へECウイルスを散布した。リアクト形態「シュトロゼック・リアクテッド クロムグリート」では、VC9は三連装マシンガン内蔵型マシンアームとなり、ディーゴの両腕に装備される。ヴェイロンとの戦いで破壊された。
VC11
マティが所有するレプリカディバイダーで、小型拳銃型。マティは肉体改編による全身硬化しか行わず、リアクトしなかったためリアクト形態は不明。第14無人世界の移住調査地区へECウイルスを散布した。アルナージとの戦いで、718の変化形態の一つ「プラズマケイン」により半ばから切断される。
VG4「グラディオン」
グレンデル一家のクイン・ガーランドが所有するリアクター内蔵型の高性能なレプリカディバイダー。通常形態は鋸刃の日本刀といった形状をしており、銃器の部分は一切無い。リアクト形態「グラディオン」には戦闘防護服あり。リアクトすると形状が全くの別物に変わる。柄の部分は完全な銃把型になり、鍔付近に巨大な回転式弾倉が付属する。そして、回転する小さな円盤状のエネルギー刃が刀身に沿って複数連なったモーターソー（本体の見た目は大剣とも棍棒とも言えるような形）状の特殊な剣となる。トーマ曰く、トンデモ武器。クインがサイファーに敗れた際にそのままサイファーに持ち去られたが、カートの能力「遠隔取り寄せ」によって奪還した。
レプリカリアクター
レプリカディバイダーと同様、ヴァンデイン・コーポレーションがオリジナルを元に作り出した模造品。基本的にレプリカディバイダーはリアクター内蔵型のようで、作中には下記の銀十字の書型以外登場していない。
銀十字の書型
銀十字の書を元にして作りだされた物で、フッケバイン一家がヴァンデイン・コーポレーションの第四工場を襲撃した際にアルナージによって全て処分された。模しているのは形状だけで、管制機能は有していないと思われる。作中で使用されたことは無く、破壊されたシーンに登場したのみ。
戦闘防護服（鎧装）
EC因子適合者がリアクトした際に、ディバイダーから供給されるエネルギーによって発生させるバリアジャケットや騎士甲冑に相当するもの。戦闘防護服という名称は管理局が付けた仮称で、フッケバイン一家では鎧装と呼ぶ。シュトロゼックシリーズの防護服は特殊で、設定された物をドライバーとリアクター双方がそれぞれ身に纏うためデザインに共通点が見られる。逆にリアクター側に設定されていなければドライバー側にも装着されない仕組み。今の所シュトロゼックシリーズではリリィに設定されていた物のみ登場しており、ロザリアにはまだ防護服が設定されていない。レプリカディバイダーではVG4の防護服が現在登場している。
トーマの初期防護服
第1形態。かなりシンプルなデザインの黒装束で、アーマーも手首・脛・腰を覆う部分だけに装着している。序盤のみの登場で、ヴェイロンと初遭遇したあとすぐに第2形態に変化した。
黒騎士
第2形態。トーマのリアクトが第1形態から第2形態へと変化したことに伴い、戦闘防護服も新しい姿となった。以前のものと比べアーマー装着部分が増え、刺青のような紋様も全身に現れている。デザイン自体も全体的により攻撃的になっており、左腕には盾と刃物が一体化した武装が追加されている。どちらかというと敵方のデザインで、エリオの感想も「悪そう」というものだった。プレイヤーキャラクターとして参戦したPSPゲーム「魔法少女リリカルなのはA's PORTABLE -THE GEARS OF DESTINY-」においても、9歳の頃のはやてや10歳の頃のヴィヴィオなどから「悪そう」という感想を述べられる。デザイナーの黒銀によると鬼の侍をイメージしたとのこと。
エンゲージスーツ
シュトロゼックシリーズが、誓約者と本来の誓約を行った際に自動的に装着される戦闘防護服。開発データは残っているものの、完全な形で実働するシュトロゼックが今まで確認されなかったため、機能などに不明な点が多い。現時点で誓約者との本来の誓約を行うまでに至ったシュトロゼックシリーズはリリィのみ。リアクト中のドライバーとの意識共有や神経接続を補助する機能を持つ。
リリィのエンゲージスーツ
色はトーマの黒に対して白を基調としている。攻撃的な印象のトーマの防護服とはデザインが異なり、シリーズ従来の女性魔導師系バリアジャケットのデザインを踏襲している（「闇の書の意思」を意識したという黒銀コメントあり）。設定ではデザインに共通点があるとされているが、一見すると色もデザインも全くの別物にしか見えない。だが、よく見るとメタルジャケット部を始めとした金属状の装飾部分にトーマの「黒騎士」との共通点が見られる。
グラディオンの防護服
クイン・ガーランドが所有するVG4の戦闘防護服。普段の服は半袖・ヘソ出し・ロングスカートな黒のセーラー服だが、リアクトするとノースリーブでミニスカートのセーラー服になり、それに草摺・籠手・脛当を装着した姿となる。
フッケバイン一家（ファミリー）
管理局が長年追っている凶悪犯罪者集団。巨大EC兵器「飛翔戦艇フッケバイン」を本拠地として活動している。一家の名前は首領の「カレン・フッケバイン」から取られており、首領のカレンを始めメンバー全員がEC因子適合者。依頼があれば暗殺や破壊工作といった裏仕事も請け負う。「不可触災害存在」の扱いを受けている強力な戦闘集団であるのは事実だが、彼らがここまで管理局に捕まらなかった理由はそれだけではなく、裏仕事に絡む黒い政治的な背景などの様々な理由も関係している。
彼らに襲われた場合、戦闘員・非戦闘員、大人・子供の区別無く皆殺しにされ、生存者は誰一人残らない。構成員は世界に対する憎しみを持っており、いずれは「世界を殺せる毒」となることが目的。今の所は、世界中に散らばるEC兵器と新たな適合者を探索している。ECウイルスによって引き起こされる破壊や殺戮の衝動と自己対滅を制御する方法を知っており、メンバーたちは全員ウイルスに踊らされることなく正気を保っている。
7年前の「ヴァイゼン遺跡鉱山崩壊事故」についても何らかの情報を握っている。ただし、その一件は自分たちが手を下したものではないとトーマに語っている（もしフッケバイン一家がやったなら「生き残り」など1人も出ない）。また、ここ数年は管理世界で大きな騒動を起こしていないと、構成員の1人であるステラが語っている。
グレンデル一家
カート・グレンデルを首領とする、4人の小規模な武装集団。首領のカート・グレンデル以外は全員女性。第1から第3までの管理世界を主な活動の場としている。メンバー4人は全てEC因子適合者。サイファーによるとECウイルスに感染したのは最近らしい。感染経路やその後の活動には、ヴァンデイン・コーポレーションがスポンサーとして関わっていることが判明している。依頼を受けて特務六課に配備予定のAEC武装を奪いに急襲してきた。その場で六課に全員捕縛され、取り調べを一通り受けた後に一度脱獄を試みるが、即座になのはによって再捕縛された。
ヴァンデイン・コーポレーション
第16管理世界リベルタに活動拠点を持つデバイスメーカー。極秘裏にECウイルスの感染サンプル収集およびレプリカディバイダーの開発を行っている。警備装備や装甲防護車などの開発・生産をメインとしているが、武装端末の評価が高いため兵器開発メーカーとしても名を知られている。この会社が9型ディバイダー発祥の地で、シュトロゼックシリーズ生誕に関わったのもここの第八企画室であると語られている。リリィを使った違法実験を行っていた研究施設の持ち主。
その後の描写からエクリプス研究は専務取締役のハーディス・ヴァンデインが主導して行っていたもので、その研究内容は本社にすら秘密にしていた。彼はエクリプスを用いた新技術の開発とその独占のために流血沙汰や法律沙汰をも厭わない態度でおり、フッケバイン一家の活動に隠れて感染者たちにレプリカディバイダーを供与して暗躍もしている。ディバイダーやリアクターの完全複製技術を保有しており、現在では多数のレプリカを製造・使用し、「選別」と称してECウイルスを撒き散らして彼等が所有するディバイダーを扱える人物、またはゼロ因子適合者を探索する「EC計画」を推し進めている。
過去から現在まででフッケバイン一家が関与したとされる凶悪事件は数多いが、その中には実はこの企業がスポンサーとなって感染者たちを使い引き起こしたものも含まれている。フッケバイン一家と似たような活動を行っているようだが、カレン曰く「半端な仕事をしている」とのこと。
グレンデル一家の事件の後、その主犯としてハーディスが管理局に逮捕されたことが世間に大きく報道されたため、会社の経営陣は謝罪など事態の収拾に追われることとなった。
EC計画
ハーディス・ヴァンデインが極秘裏に進めている計画だが、未だ全貌は不明。彼が語る所によると、エクリプスは次代を担うクリーンエネルギーとなりうる存在で、その運用ノウハウを手に入れるための計画であるとされる。
野良感染者
ヴァンデイン社が生み出した感染者や、何らかの手段で自分たち以外にECウイルスに感染した者たちをフッケバイン一家が指す呼び方。エクリプスに直接接触して感染した「オリジナル」と、ヴァンデインによって人為的に再現されたウイルスに感染した「疑似EC感染者」では、能力や性質にいくつかの差異が発生する。
自壊ユニット
ヴァンデイン社配下の感染者たちに仕掛けられた安全装置。バイオテクニクス部門の技術を流用して小型爆弾が頭蓋骨内部に埋め込まれており、捕まった感染者が「雇い主に関する事実関係の自白」を行おうとすると即座に爆発してその命を奪う。生体反応を見ているため、取り出したり頭部から離しすぎても爆発する。カート・グレンデルは、自身の能力「遠隔取り寄せ」を利用してメンバー全員の爆弾を反応安全圏ギリギリの首筋に移動させておいたため、証言しても命を奪われずにすんだ。
ヴァイゼン遺跡鉱山崩壊事故
新暦74年に第3管理世界ヴァイゼン北西部のアミアという街で発生し、住民約230名がほぼ全員死亡した大規模な事故とされている。公的には「深夜に地震が発生し、有毒ガスが発生。地形上ガスがアミアの街に滞留したことによる被害」とされているが、破壊された建物の状況や遺体の損傷状態からこの公的発表に疑問を持っている者も多い。実際、これは何者かが起こした事件であり、フッケバイン一家はこの件に関しての情報を握っていることを仄めかせている。

### 管理局、その他
特務六課
通常編成ではなく、臨時任務のために編成された特別部隊。本局でテロ鎮圧などを担当する「脅威対策室」の名の下に編成された。八神はやて二佐が元機動六課の面々を招集したため、隊員の大半が同じ面子となっている。偶然にも脅威対策室で編成された六番目の部隊だったため、特務六課と名付けられた。旗艦はLS級艦船ヴォルフラム。EC感染者への対応が編成目的で、CW社の技術協力の元にAEC武装が実現したことで設立が成り立ったという経緯がある。そのためにCW社との関係が深く、CWXシリーズの開発担当者とは密に連携を取り合っている。
LS級艦船ヴォルフラム
海上警備部捜査司令となった八神はやて二佐が指揮する船。時空管理局本局・海上捜査部所属の船で、次元航行船ではあるが大気圏内での長時間運用も想定されている。そのため、比較的コンパクトなLS級サイズとなっているが、外見はXV級艦とほぼ同じ。主砲には対艦用魔導砲「アウグスト」が搭載されている。
JF704式改
名前からも分かる通り、かつて機動六課で使用していたJF704式のマイナーチェンジ版に当たる機体。特務六課が運用する輸送ヘリで、現在の管理局正式採用機でもある。パイロットはアルト・クラエッタ。
CW-MR212
CW社製のモーターローダー。外見はかなりゴツイ大型自動二輪で、AEC装備の技術を流用した電力稼動式となっている。都市部での陸上高速移動のための機体として六課に配備されている。逃走するカート・グレンデルとロロ・アンディーブを追跡するためにエリオとティアナがタンデムで使用した。
第五世代デバイス
管理局の開発部が、「魔力無効状況でも魔法が使用でき、魔力有効状況なら更なる強化が得られる」というコンセプトの元に開発を進めている次世代魔導端末。フェイトとバルディッシュ自身の申し出で、バルディッシュ・アサルトが実験機として用いられている。魔力無効化への対策という考え方はCW社の武装端末と同じだが、あちらとは異なる独自の魔力変換技術を用いており、術者の魔力を機体内部に蓄積し、それを変換することで魔力無効状況下でも活動することを可能にしている。現状では、魔力変換資質保有者か極めて精緻な魔力コントロール技術を有する者でないと出力が安定しない、エネルギーロスが多く長時間運用に向かないなどといった欠点を抱える。
武装端末
魔力駆動の兵器として作り出された端末のため、魔導端末ではなく武装端末と呼称される。作中ではAEC武装などがこの括りに含まれる。武装端末という言葉自体はForceが初出だが、兵器としての端末というこの括り自体は以前からあったようで、カレドヴルフ・テクニクス社やヴァンデイン・コーポレーションなどが武装端末を開発するデバイスメーカーとして有名。
カレドヴルフ・テクニクス社（CW社）
第3管理世界ヴァイゼンを中心に活動する総合メーカー。家庭用から業務用まであらゆる魔導機器を開発し、民間では最大手の一角を占める大きなシェアを誇る一大企業となっている。社外も含めたMM（モーターモービル）事業部を持っており、「公的組織向け乗用機」の開発も行う。現在は対魔力無効装備であるAEC武装の開発を始め、魔力無効状況下でも通信可能なCWコネクトといった最新の通信システムをも構築し、自社製品の採用実績が未だに少ない管理局という大きな市場への食い込みを図っている。人型の機械端末CW-ADX「ラプター」がCW社の目玉商品で、AEC武装と共に正式採用を目指して管理局への売り込みが行われている。
AEC武装
管理局地上本部と本局遺失物管理部が、CW社に依頼して開発した対EC戦用武装端末。違法兵器の開発思想として近年当たり前になりつつある、魔力無効に対抗するために生み出された。CWXシリーズとも呼ばれる。AECコートされており、EC因子適合者との戦いで病化などの特殊能力に対抗するための力を持たされている。「個人装備サイズでの実用的な高速魔力変換運用技術」の試験機で、術者の魔力を端末内部で物理エネルギーに変換して出力するため、この端末を用いた攻撃は魔力無効化の影響を受けない。CW社の開発担当は、「この機体の成功によって魔導エネルギーの歴史が変わる」と意気込んでいる。
バッテリー駆動にて運用されているが、バッテリーの消耗が激しいため給電コンバーターが実装される予定。大型で駆動部とバッテリー内蔵のためかなりの重量物となっており、扱いを容易にするため慣性制御が採用されている。そのため、術者がきちんと慣性コントロールさえできれば、ほとんど重さを感じないで振り回せる。トーマはこのコントロールを苦手としており、重さに負けて長時間使用できないでいる。
バッテリーの不安定さだけでなく、サイズの大きさに強度や反応速度の不足といった問題点も抱えるなど、実戦装備としてはまだまだクリアしなければならない課題が多い。CW-AEC00XがCWXシリーズの「到達点にして開始点」と言われており、機体の小型化、運用の簡易化、機能の取捨選択などは、この機体で蓄積される実戦データによって成されていく。 八神はやては、ベルカ・ミッドハイブリッドという独自の魔法発動システムの弊害によりAEC武装との相性が悪く、調整に難航していたようだが、現在はストライクカノンと特別仕様のフォートレス装備を使用している。
CW-AEC00X「Fortress（フォートレス）」
航空魔導師用の総合支援端末。カートリッジシステム搭載型。CWXシリーズにおいて、個人用の汎用航空武装としてはひとつの完成形となる機体。エネルギーシールドを発生させるサイズの異なる3機の「多目的盾」と、身体に装着するアーマー状の「メインユニット」で構成されており、要塞と呼ばれるに相応しい堅牢な航空防衛能力を持つ。メインユニットは魔力無効状況下での飛行制御や他ユニットの管制を行うほか、設計時から企画されている「ストライクカノン」との連結併用時には統括コントロールも行う。3機の多目的盾は、ラージサイズの物が砲戦用「粒子砲ユニット」を、ミドルサイズの「S2シールド（CW-AEC00X-S2）」が中距離戦用「プラズマ砲ユニット」を、スモールサイズの物が近接戦用「ブレードユニット」を内蔵している。浮遊して使用者の周囲に滞空するこの盾は、通常は自動防護障壁として機能するが、それぞれを腕の手甲に装着することで手持ちの武装としても使用可能。 3機の盾を遠隔操作して空間制圧戦術を取ることも可能だが、現状ではごく短時間で短距離という使用限界がある。強力な武装端末だが欠点も多く、制御系統はまだまだ改良が必要なこと、稼動時間の短さ、運用と操作に極めて高度な技術と習熟が必要とされるなど、問題点は山積み。初期投入機はなのはとレイジングハートだけが運用する予定であった。特務六課最初のフッケバイン戦では、調整が間に合わなかったために序盤には投入されず、戦いの最中に暴走を開始したトーマを止めるために投入された。その戦いでトーマ救出任務を帯びたスバルを支援するため、足止め目的の激戦を繰り広げた結果、初期投入機は全損した。
防衛装備（キャロ）およびヴァンガード・ドラグーン（フリード）
体格の問題でフォートレスユニットの装着が困難なキャロと、その愛騎フリードのために調整されたフォートレス装備。キャロが使用するのは2機のS2シールドで、メインユニットが無いためエリアルマニューバやフォーメーションコンバットはできないが、支援と防衛には十分な性能を維持している。フリードに装着されたユニットも、キャロのS2シールドに合わせた後方支援用チューニングが施されており、支援や防衛に特化した性能を持たされている。初投入されたキャロの防衛装備は、クイン・ガーランドの粒子攻撃によって破壊されている。
CW-AEC02X「Strike Cannon（ストライクカノン）」
陸/空両対応型の中距離砲戦端末。カートリッジシステム搭載型。特務六課が運用するCWXシリーズで最も配備数が多い。かなり大型の機体で、腕に装着した手甲とジョイントすることで保持される。単体でも使用可能だが、「フォートレス」との連結機能も備えている。機体の大半を占める長大な砲身は、展開状態では砲弾の加速レールになるが、綴束状態では「突撃槍」「重剣」として用いられる。教導隊で運用テストをするために先行納入された2機の試作機のうち、1号機はなのはが、2号機はヴィータがテストを行った。その後、実戦での運用が決定した1号機に関しては、技術部のマリエル・アテンザ技術主任がなのは専用機として特別にチューニングを行っている。特務六課には先の2機を含めた計3機が配備され、飛空挺フッケバインとの戦いでなのはが1号機を用いてヴォルフラムの甲板上から機関部への砲撃を行った他、艦内に突入した制圧部隊のエリオが3号機を使用した。その後ヴィータの2号機も戦線に投入されるが、ヴィータとエリオの機体は戦場に現れたカレンによって破壊され、なのはの機体もトーマとの戦いで破壊された。この戦いの後、CW社より他のAEC装備と共に新たな予備機が多数提供され、現在ではかなりの配備数になっている。配備数が多い分カラーリングは多岐に渡っており、なのはが使用する1号機が青、ヴィータとエリオが使用する2号機と3号機が赤、他にも水色、薄紫、薄い緑などがある。
CW-AEC03X「War Hammer（ウォーハンマー）」
個人での対艦攻撃も視野に入れた大型対象破壊用端末。カートリッジシステム搭載型。主に使用しているのはヴィータとラプターたちだが、トーマとエリオも使用することがある。ハンマー後部には大型の加速推進ブースターが設置されており、最大加速時の打撃スピードは極超音速の領域に達する。ハンマー先端部はドリルビットになっており、回転による貫通力向上を図っている。このドリルビットは中央部からプラズマジェットを噴射できるほか、「プラズマパイル」と名付けられた強力な貫通破砕尖端を発生できる。メインの使用者であるヴィータと機体サイズを比べると、成人局員の使用を前提に設計されているため、小柄な彼女では明らかなオーバーサイズにも見える。だが、ヴィータ本人にとってはこれが適正サイズであるため問題にはなっていない。飛空挺フッケバインに突貫したヴィータの「プラズマパイル」による一撃は、上部隔壁を貫通して制圧部隊の突入口を作った。
CW-AEC05X「グラディエイター」
格闘戦術者用に作られた武器戦闘型端末。カートリッジシステム搭載型。1号機はシグナムに支給されたため、彼女のパーソナルカラーである「フレアバイオレット×ライラックホワイト」で塗装されている。剣、盾、制御ユニットからなる総合装備で、フォートレスも含めた各種AEC装備と互換性がある。盾はAECコートされた合金ニードルの発射機能を持ち、射撃戦にも対応できる。対EC能力によりサイファーの対鋼破蝕が効き辛く、簡単に刀身を砕かれたレヴァンティンと違いクラディエイターの刀身は砕けなかった。
CW-AEC07X「Sword Breaker（ソードブレイカー）」
当初はスバルの左腕専用に設計されていた装備型端末。現在はスバルだけでなくラプターたちも装備している。カートリッジシステムは搭載されていない。防刃・耐熱・筋力強化などの性能が与えられている。本来は「格闘戦技使用者向けの防衛装備」で、ベルカ系術者の補助武装としての運用が想定されている。そのため、身体強化魔法の使用率が高いベルカ式に合わせ、変換したエネルギーを外へ向けるのではなく、装備者の体内で使用するシステムとなっている。スバル専用の物は、彼女のIS「振動破砕」を対鋼破砕用にチューニングする機能を持ち、その能力「ソードブレイク」で928や996のブレードを破壊している。
CW-AEC09X-2「オクスタン」
現時点ではティアナ用に調整されているライフル型端末。カートリッジシステム搭載型。最初期から開発されていた機体だが、管理世界では違法な銃器に似た外観や機能を持つために運用許可が中々下りず、型番が後半にズレ込んだという経緯がある。カートリッジによって発射する弾種を変更できる機能を持ち、複合エネルギー弾、重金属製の矢弾、電子誘導弾、薬剤を撃ち出すためのインジェクションバレットなどを撃てる。
CW-ADX（アーマーダイン）「ラプター」
CW社が戦闘用の「自立作動型汎用端末」として開発した人型の機械端末（要するにアンドロイド）。男性型と女性型があり、女性型はコンパクトで可愛く、男性型はかっちりスマートな感じでデザインされたとのこと。魔力に依存しない動力システム（内燃バッテリー）が使われており、管理局ではこの件で採用を巡った議論が行われていたが、魔力結合不可状況への対抗策としても期待されていた。基本装備としてソードブレイカーを両腕に装着している。武装端末やAEC装備の使用、プログラムに沿っての自律行動や、使用者による遠隔操作、人間の数十倍の筋力、高温・極低温・有毒ガス下でも活動可能といった性能を持つ。通常稼動は約40時間、全機能を解放した限界稼動時間でも最大25分間動ける。追加装備で、稼働時間増加や拡張外部兵装への対応も可能となっている。充電システムおよび使用推進剤はCWXシリーズと可能な限り統一された規格となっており、その運用を前提として組織された特務六課の場合、充電ベッドとケーブルさえ持ち込めば即座に運用可能となる。
かつて問題となった戦闘機人との違いは、生命体を素材とせず個の意識や思考を一切持たない純粋な工業製品だということ。AIは人格型で通常言語による会話も可能だが、リンク機能により「採用された組織単位」でリアルタイムに最新データを共有しているため個性を持たず、一が全、全が一という運用がなされている。試作型では個の意識や思考を持つ機体も作られたようだが、集団運用の概念と相反するため、不採用とされて終わっている。ただし使用者による個体名の登録は可能で、個体識別認証用として必要に応じて運用される。
まだまだメンテナンス性や高額な機体・パーツ単価などに問題を残している。当初は管理世界大手の民間警備会社にて試験採用され、そこで試験稼働データを蓄積し、より高度な運動能力の獲得や性能向上を目指した調整が行われていた。管理局ではヴァイゼンの地上本部で採用されて12機が試験運用中。後に特務六課にもAEC戦用の特別仕様型6機の配備が決定。その6機が個体名を持たないことを哀れんだリリィが、各機それぞれに個体愛称を付けることとなった。
コンバットギア「パフュームグラブ」
アイシス専用のデバイスで自作品。AIは人格型で愛称はパフィ。通常言語での会話が可能。動力は、燃料電池で魔力近似のエネルギーを発生させるという特殊なユニットで、彼女が独自のルートで入手したもの。これの機能を活かして調整されたアーマージャケットとパフュームグラブは、魔力無効下でもその活動を阻害されない。手首の部分に装着している4つのバルーンは内部が更に細かく仕切られており、それぞれに異なった内容物を収納できる構造となっている。そこから必要な薬品を調合し、粉塵や気化液として散布する。アイシスは基本的に爆薬と反応触媒を入れており、気化爆弾の他にも質量兵器用の攪乱幕（誘導、炸裂妨害）や煙幕を用いる。散布の際には範囲や指向性の調整も、ある程度可能である。
アーマージャケット
アイシスの防護服。防護服としての性能はもちろん、アイシスの身体能力を増幅させる強化服としての機能も重視している。デザイナーの黒銀によると、くの一的な雰囲気やシルエットを狙ったとのこと。
イーグレット・セキュリティー・サービス（イーグレットSS）
アイシス・イーグレットの実家。社員数100人未満の零細企業。ミッドチルダ北部を中心に活動する人材派遣会社で、要人警護や現場警備などのセキュリティーサービス提供を主とし、業界内でも高い評価を得ている。

## 関連作品
『娘TYPE』Vol.6から2012年4月号まで原案：都築真紀・緋賀ゆかり、メカデザイン：黒銀による本作に関わる武装やデバイスのデザイン設定を紹介する『魔法戦記リリカルなのはForce NEXT』が連載した。
『娘TYPE』Vol.6から2014年1月号まで河南あすかによるパロディ4コマ漫画『魔法戦記リリカルなのはForce Dimension』が連載した。『4コマなのエース』でも同名のタイトルで連載した。
1. 2013年2月26日発行 ISBN 978-4-04-120599-0
2. 2014年3月26日発行 ISBN 978-4-04-121070-3

## 単行本
角川コミックス・エース
1. 2010年1月30日発行 ISBN 978-4-04-715384-4
2. 2010年8月26日発行 ISBN 978-4-04-715501-5
3. 2011年3月26日発行 ISBN 978-4-04-715658-6
  - 限定版：2011年3月10日発行 ISBN 978-4-04-900807-4
4. 2011年9月26日発行 ISBN 978-4-04-715781-1
  - 限定版：2011年9月10日発行 ISBN 978-4-04-900809-8
5. 2012年6月26日発行 ISBN 978-4-04-120257-9
6. 2013年2月26日発行 ISBN 978-4-04-120598-3
  - 限定版：2013年2月9日発行 ISBN 978-4-04-120392-7

魔法戦記リリカルなのはForce true colored
既刊コミックを全ページフルカラー化したコミックシリーズ。
1. 2012年4月26日発行 ISBN 978-4-04-120218-0
2. 2012年5月26日発行 ISBN 978-4-04-120219-7
3. 2012年8月25日発行 ISBN 978-4-04-120345-3
4. 2012年10月26日発行 ISBN 978-4-04-120458-0

## イラスト
角川書店
- 緋賀ゆかり 魔法戦記リリカルなのはForce画集 - 2012年6月26日発行